# Protosticta medusa
Protosticta medusa är en trollsländeart som beskrevs av Fraser 1934. Protosticta medusa ingår i släktet Protosticta och familjen Platystictidae. IUCN kategoriserar arten globalt som livskraftig. Inga underarter finns listade i Catalogue of Life.